# Nacho Casanova
Nacho Casanova   (Saragossa, 12 de juliol de 1972), nom amb què és conegut Ignacio Casanova Martín, és un dibuixant i guionista de còmics format a València que durant un temps ha residit a Barcelona.
Es va llicenciar en Belles Arts en l'especialitat d'Escultura a la Reial Acadèmia de Belles Arts de Sant Carles de València, ciutat on va viure de 1991 a 2006 i on va ser president de l'APIV, l'Associació Professional d'Il·lustradors de València. Després d'uns anys residint a Barcelona, actualment torna a viure a València.
Nacho Casanova va guanyar el premi al millor fanzine al Saló Internacional del Còmic de Barcelona el 1999 per Como vacas mirando el tren, i el seu tercer volum d'Autobiografia no autorizada (Diábolo Ediciones) va estar nominat als premis del Saló Internacional del Còmic de Barcelona el 2011. En aquesta edició del Saló del Còmic barceloní va obtenir el premi al millor dibuix d'autor espanyol per votació popular per aquesta obra.

## Obra
Entre els seus fanzines, destaquen Como vacas mirando el tren i Tos. Edicions de Ponent li va editar els còmics ...Y te diré quién eres i Cambiovida l'any 2000. Els anys 2003 i 2004 va col·laborar amb els projectes poètics de Jesús Cuadrado publicats per l'editorial Sins Entido Tapa roja i Plagio de encantes. Bang Ediciones va publicar el primer volum de la seva obra Autobiografía no autorizada el 2007; el segon volum d'aquesta obra va ser publicat per Diábolo Ediciones el 2008, i el tercer i últim volum va ser editat per aquesta mateixa editorial el 2011. Una altra obra de Nacho Casanova publicada per Diábolo és Pornográfica (2013). 

## Obres
Les publicacions en què ha participat Nacho Casanova són:
- 1999 - Mutts: Cuaderno de historietas, núm. 10, Planeta-DeAgostini.
- 1999 - Catàleg del Certamen de Còmic INJUVE, Ministerio de Trabajo y Asuntos Sociales de España.
- 2000 - Colección Solisombra, Edicions de Ponent: números 2 (...Y te diré quién eres), 3 (Cambiovida) i 54 (Mistigri).
- 2001 - Plagio de encantes, llibre il·lustrat d'Ediciones SinSentido, número 1.
- 2007 - Autobiografía no autorizada, còmic de les editorials Bang Ediciones / Diábolo Ediciones, volums 1, 2 i 3. El tercer volum va estar nominat als premis del Saló del Còmic de Barcelona.[5]
- 2008 - Un día, còmic de Dolmen Editorial, número 1.[9]
- 2011 - Autobiografía no autorizada, publicació digital de Diábolo Ediciones i Esdecómic, números 1 i 2.
- 2013 - El coche de Intisar: Retrato de una mujer moderna en Yemen, novel·la gràfica d'Edicions Glénat amb guió de Pedro Riera.[5] Va obtenir el premi France Info 2013 al millor còmic d'actualitat i reportatge.[10]
- 2013 - Pornográfica, Diábolo Ediciones.[5][11]
- 2015 - Ssssh, autoedició.